# گروه ایوون
گروه ایوون (انگلیسی: Aeon Group) شرکت هلدینگ خدمات مالی ژاپنی است، که در سال ۱۹۲۶ تأسیس شد و هم‌اکنون مالک بزرگترین شبکه خرده‌فروشی در ژاپن می‌باشد.